# Saint-Hilaire (Nouveau-Brunswick)
Pour les articles homonymes, voir Saint-Hilaire.
Saint-Hilaire est une ancienne communauté rurale du Nouveau-Brunswick, au Canada. Elle fait partie de la communauté rurale de Haut-Madawaska depuis la réforme de la gouvernance locale du 1er janvier 2023.

## Toponymie
Le village est nommé ainsi en l'honneur d'Hilaire Cyr, qui donna un terrain pour la construction de l'église catholique, en 1868. L'église est elle-même nommée en l'honneur de Hilaire de Poitiers.

## Géographie

Situation de Saint-Hilaire dans le comté de Madawaska.

### Situation
Saint-Hilaire est située sur la rive gauche du fleuve Saint-Jean, à une dizaine de kilomètres au sud d'Edmundston. Le village a une superficie de 5,67 kilomètres carrés.
Saint-Hilaire est généralement considéré comme faisant partie de l'Acadie, quoique l'appartenance des Brayons à l'Acadie fasse l'objet d'un débat.

### Logement
Le village comptait 103 logements privés en 2006, dont 90 occupés par des résidents habituels. Parmi ces logements, 77,8 % sont individuels, 0,0 % sont jumelés, 11,1 % sont en rangée, 0,0 % sont des appartements ou duplex et 0,0 % sont des immeubles de moins de cinq étages. 66,7 % des logements sont possédés alors que 35,8 % sont loués. 77,8 % ont été construits avant 1986 et 11,1 % ont besoin de réparations majeures. Les logements comptent en moyenne 7,0 pièces et 0,0 % des logements comptent plus d'une personne habitant par pièce. Les logements possédés ont une valeur moyenne de 84 118 $, comparativement à 119 549 $ pour la province.

## Histoire
Saint-Hilaire est constitué en municipalité le 2 octobre 1967. L'école de Saint-Hilaire ferme ses portes vers 1996, à cause de la baisse du nombre d'élèves.
Le maire Raymond Sirois et deux conseillers municipaux démissionnent le 18 mai 2010, forçant la mise sous tutelle de la municipalité par le Ministère des Gouvernements locaux du Nouveau-Brunswick. Une élection partielle a lieu le 15 novembre 2010. La mise sous tutelle est levée en décembre de la même année et le nouveau conseil entre en fonction le 20 décembre.
Saint-Hilaire est l'une des localités organisatrices du Ve Congrès mondial acadien en 2014.

## Démographie
| 1981 | 1986 | 1991 | 1996 | 2001 | 2006 | 2011 |
| ---- | ---- | ---- | ---- | ---- | ---- | ---- |
| 244  | 263  | 273  | 255  | 237  | 231  | 145  |

## Économie
Entreprise Madawaska, membre du Réseau Entreprise, a la responsabilité du développement économique.
Il y a une succursale de la Caisse populaire Trois-Rives, basée à Edmundston et membre d'UNI Coopération financière.

## Administration

### Conseil municipal
Le conseil municipal est formé d'un maire et de huit conseillers. Le conseil municipal actuel est élu lors de l'élection quadriennale du 15 mai 2017.
| Fonctions | Nom(s)              |
| --- | ------------------- |
| Maire | Jean-Pierre Ouellet |
| Conseillers Quartier Saint-Hilaire Michel Morin, Nathalie Toussaint Quartier Baker-Brook Francine Caron, Georges Michaud Quartier de Clair Carl Sawyer, Steve Cyr Quartier de Saint-François Pierrette Bouchard, Rino Levasseur |                     |

|  | Indépendant                | 1969-19?? | Léo Albert                                                                                          |
|  | Indépendant                | 1995-1998 | Lucien Pelletier                                                                                    |
|  | Indépendant                | 1998-2008 | Benoît Dumont                                                                                       |
|  | Indépendant                | 2008-2010 | Raymond Sirois                                                                                      |
|  | Gouv. du Nouveau-Brunswick | 2010-2010 | Tutelle                                                                                             |
|  | Indépendant                | 2010-2012 | Benoît Dumont                                                                                       |
|  | Indépendant                | 2012-2015 | Roland Dubé                                                                                         |
|  | Gouv. du Nouveau-Brunswick | 2015-2015 | Tutelle                                                                                             |
|  | Indépendant                | 2015-2017 | Roland Dubé, dernier Maire avant le regroupement de la nouvelle Communauté rurale de Haut-Madawaska |

### Commission de services régionaux
Saint-Hilaire fait partie de la Région 1, une commissions de services régionaux (CSR) devant commencer officiellement ses activités le 1er janvier 2013. Saint-Hilaire est représenté au conseil par son maire. Les services obligatoirement offerts par les CSR sont l'aménagement régional, la gestion des déchets solides, la planification des mesures d'urgence ainsi que la collaboration en matière de services de police, la planification et le partage des coûts des infrastructures régionales de sport, de loisirs et de culture; d'autres services pourraient s'ajouter à cette liste.

### Représentation et tendances politiques
Saint-Hilaire est membre de l'Association francophone des municipalités du Nouveau-Brunswick.
 Nouveau-Brunswick: Saint-Hilaire fait partie de la circonscription provinciale de Madawaska-les-Lacs, qui est représentée à l'Assemblée législative du Nouveau-Brunswick par Yvon Bonenfant, du Parti progressiste-conservateur. Il fut élu en 2010.
 Canada: Saint-Hilaire fait partie de la circonscription fédérale de Madawaska—Restigouche, qui est représentée à la Chambre des communes du Canada par Jean-Claude D'Amours, du Parti libéral. Il fut élu lors de la 38e élection générale, en 2004, puis réélu en 2006 et en 2008.

## Vivre à Saint-Hilaire
L'église Saint-Hilaire est une église catholique romaine faisant partie du diocèse d'Edmundston. Le détachement de la Gendarmerie royale du Canada le plus proche est à Clair. Le bureau de poste le plus proche est quant à lui à Baker-Brook. L'hôpital régional d'Edmundston dessert la région.
Les francophones bénéficient du quotidien L'Acadie nouvelle, publié à Caraquet, ainsi qu'à l'hebdomadaire L'Étoile, de Dieppe. Ils ont aussi accès aux hebdomadaires Le Madawaska et La République, d'Edmundston. Les anglophones bénéficient des quotidiens Telegraph-Journal, publié à Saint-Jean, et The Daily Gleaner, publié à Fredericton.

## Culture

### Langues
Selon la Loi sur les langues officielles, Saint-Hilaire est officiellement francophone puisque moins de 20 % de la population parle l'anglais.

### Personnalités
- Mathias Nadeau (1838-1919) : fermier, marchand et homme politique, né à Saint-Hilaire.
- Natasha St-Pier (née en 1981) : chanteuse, a grandi à Saint-Hilaire.